# Schafstädt
Schafstädt è un ex comune tedesco di 2 176 abitanti, situato nel land della Sassonia-Anhalt.
Dal 1º gennaio 2008 Schafstädt, insieme a Delitz am Berge e Klobikau, fu incorporata a Bad Lauchstädt, divenendone una frazione.